# Australian Ice Hockey League 2007
Die Saison 2007 war die siebte Spielzeit der Australian Ice Hockey League, der höchsten australischen Eishockeyspielklasse. Meister wurden zum zweiten Mal in der Vereinsgeschichte die Sydney Bears.

## Modus
In der Regulären Saison absolvierte jede der acht Mannschaften insgesamt 28 Spiele. Die vier bestplatzierten Mannschaften qualifizierten sich für die Playoffs, in denen der Meister ausgespielt wurde. Für einen Sieg nach regulärer Spielzeit erhielt jede Mannschaft drei Punkte, für einen Sieg nach Overtime zwei Punkte, für eine Niederlage nach Overtime einen Punkt und für eine Niederlage nach der regulären Spielzeit null Punkte.

## Reguläre Saison

### Tabelle
|    | Klub                  | Sp | S  | OTS | OTN | N  | Tore    | Punkte |
| -- | --------------------- | -- | -- | --- | --- | -- | ------- | ------ |
| 1. | Adelaide Avalanche    | 28 | 17 | 1   | 3   | 7  | 101:078 | 56     |
| 2. | Melbourne Ice         | 28 | 14 | 4   | 3   | 7  | 092:069 | 53     |
| 3. | Newcastle North Stars | 28 | 13 | 4   | 5   | 6  | 106:087 | 52     |
| 4. | Sydney Bears          | 27 | 13 | 4   | 2   | 8  | 112:084 | 49*    |
| 5. | Brisbane Blue Tongues | 27 | 14 | 0   | 4   | 9  | 107:101 | 46*    |
| 6. | West Sydney Ice Dogs  | 27 | 9  | 7   | 1   | 10 | 105:093 | 42*    |
| 7. | Canberra Knights      | 28 | 6  | 0   | 2   | 20 | 084:124 | 20     |
| 8. | Central Coast Rhinos  | 28 | 2  | 1   | 1   | 24 | 071:142 | 9      |

Sp = Spiele, S = Siege, U = Unentschieden, N = Niederlagen, OTS = Overtime-Siege, OTN = Overtime-Niederlage, SOS = Penalty-Siege, SON = Penalty-Niederlage
* (jeweils 3 Punkte Abzug wegen des unerlaubten Einsatzes ausländischer Spieler vor deren Spielerlaubnis)

## Playoffs

### Halbfinale
- Sydney Bears – Adelaide Avalanche 4:1
- Melbourne Ice – Newcastle North Stars 3:6

### Finale
- Newcastle North Stars – Sydney Bears 2:3 n. V.